# Bas Maters
Bas Maters (Arnhem, 4 juli 1949 – De Steeg, 22 januari 2006) was een Nederlandse beeldhouwer, schilder en tekenaar.

## Leven en werk
Maters studeerde van 1966 tot 1971 aan de Academie van beeldende kunst en nijverheid in Arnhem. Hij was lid van de Groep Abals en Teldesign en is vooral bekend geworden als omgevingskunstenaar. Maters heeft gedoceerd aan de afdeling Architectuur, Vormgeving en Monumentaal van de Arnhemse academie.
Maters overleed in 2006.

## Werken (selectie)
- Omgevingsvormgeving (1974), Traianusplein in Nijmegen - in samenwerking met Jan Hein Daniëls
- De Dam (1982), Scholencomplex Lunetten in Utrecht
- Een luchtkasteel tot werkelijkheid maken (1983), Croeselaan in Utrecht
- Zonder titel (1984), Ringweg Koppel in Amersfoort
- Ontwerp landschapspark[2] (1986), De Wetering bij Zeewolde - in samenwerking met Pieter van der Molen
- Zonder titel[3] (1986), De Koogmolen in Purmerend
- De dans van de spijspotten (1987), Costerweg in Wageningen
- Joris Ivens-monument[4] (1989/90), Joris Ivensplein in Nijmegen
- Zonder titel (1990), Berkelplein in Rotterdam
- Witte zwanen, zwarte zwanen (1991), Brasserskade in Delft
- Vergulde kelken (1993), gevangenis in Lelystad
- Zonder titel (1994), Arenapark in Hilversum
- Het Bootje[5] (1994), collectie Museum De Paviljoens, Paarlemoervijver in Almere-Buiten
- De Lantaarn[6] (1994), IJsselhallen in Zwolle
- De Poort van Nieuwegein (1994), langs de A2 bij de wijk Doorslag in Nieuwegein
- Hoorn des overvloeds (1994), Heilige Geestkerkhof in Delft
- Gelderse Blom[7] (1997), Gelderse Blom in Veenendaal
- Ollekebolleke (1998), Naaldwijk - ter gelegenheid van 800 jaar Naaldwijk
- Zwevende steen (2000), aan de Overijsselse Vecht bij Dalfsen

## Fotogalerij

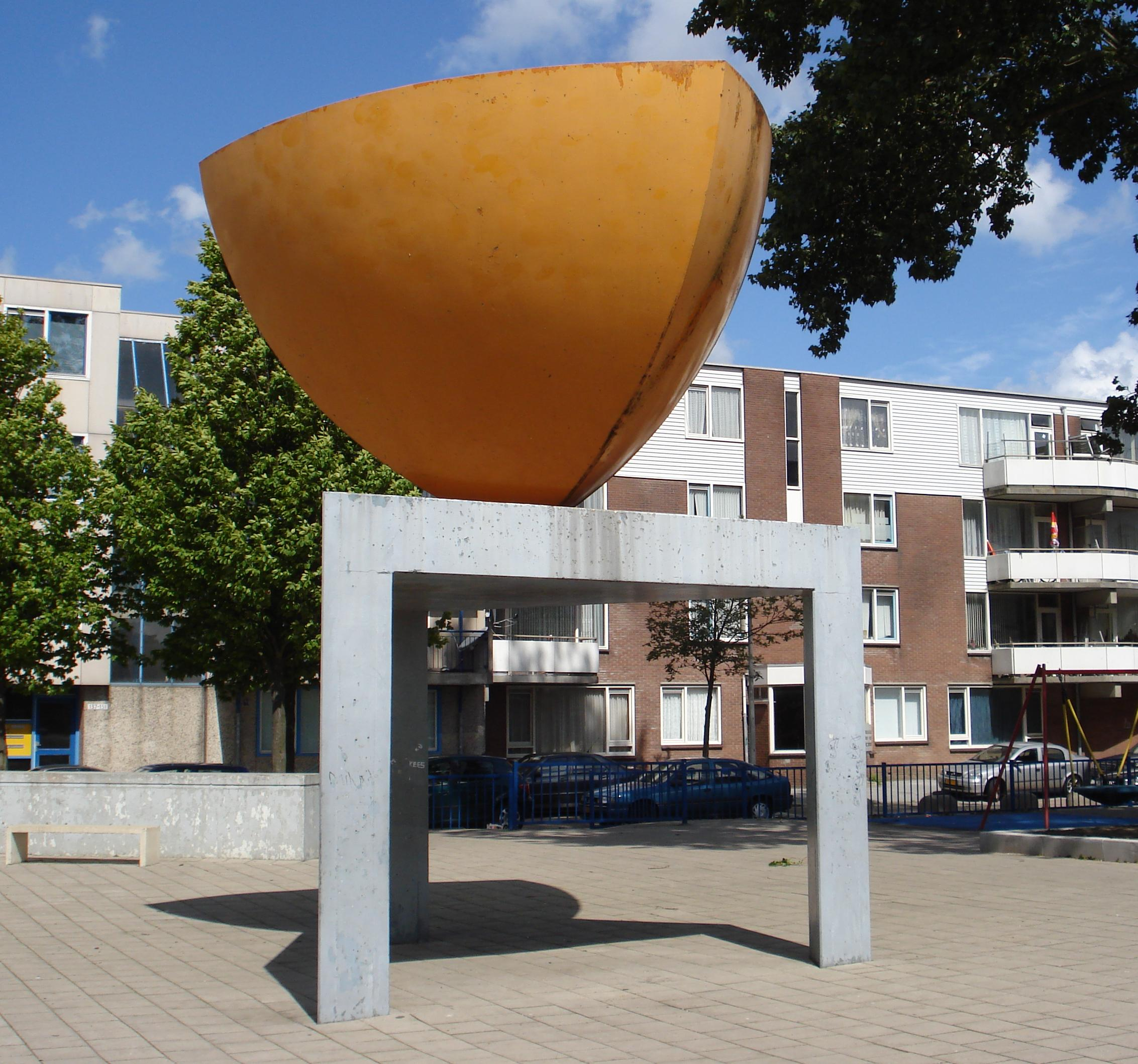
Zonder titel, Rotterdam
Hoorn des overvloeds, Delft
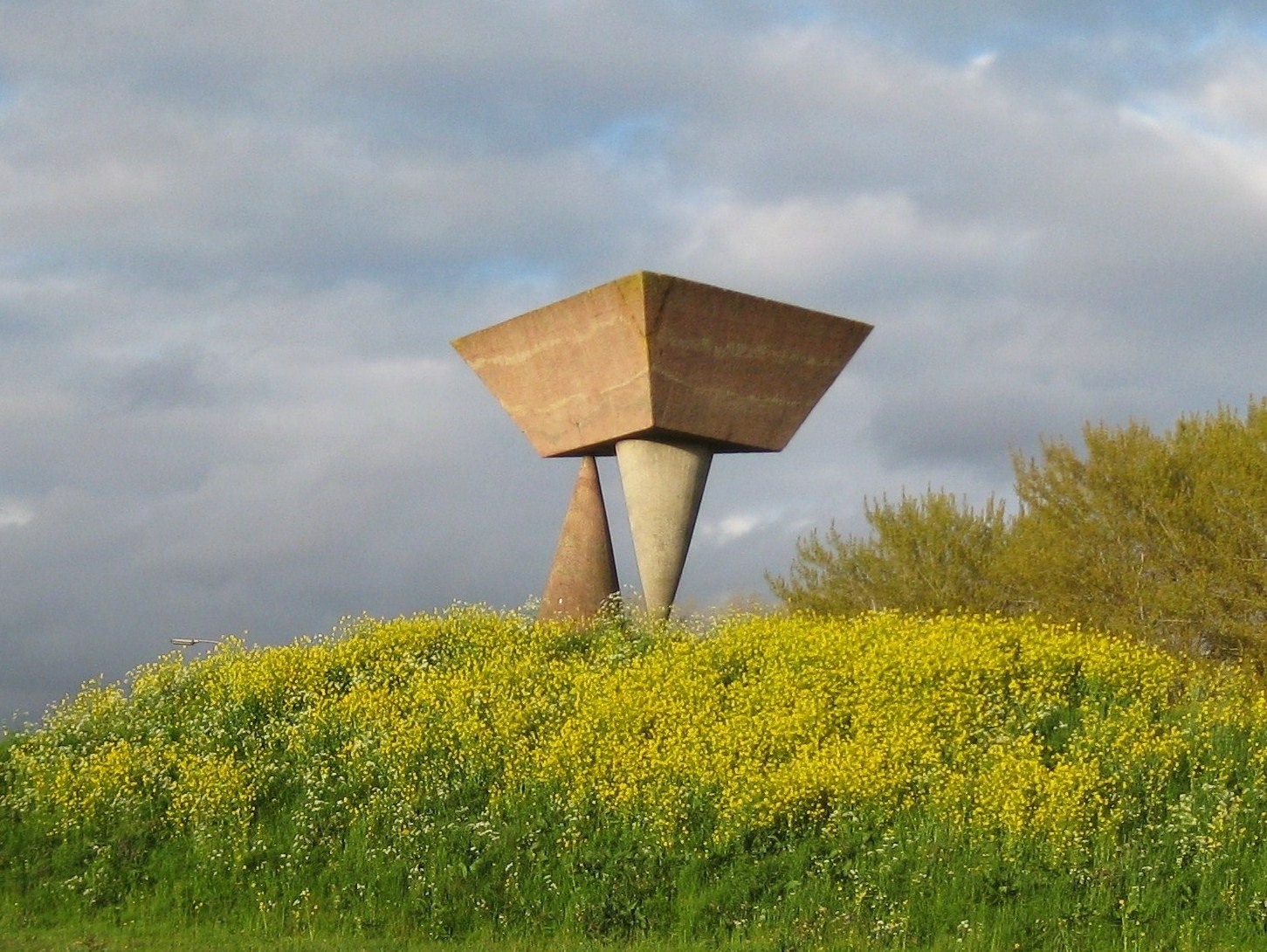
De Poort van Nieuwegein, Nieuwegein
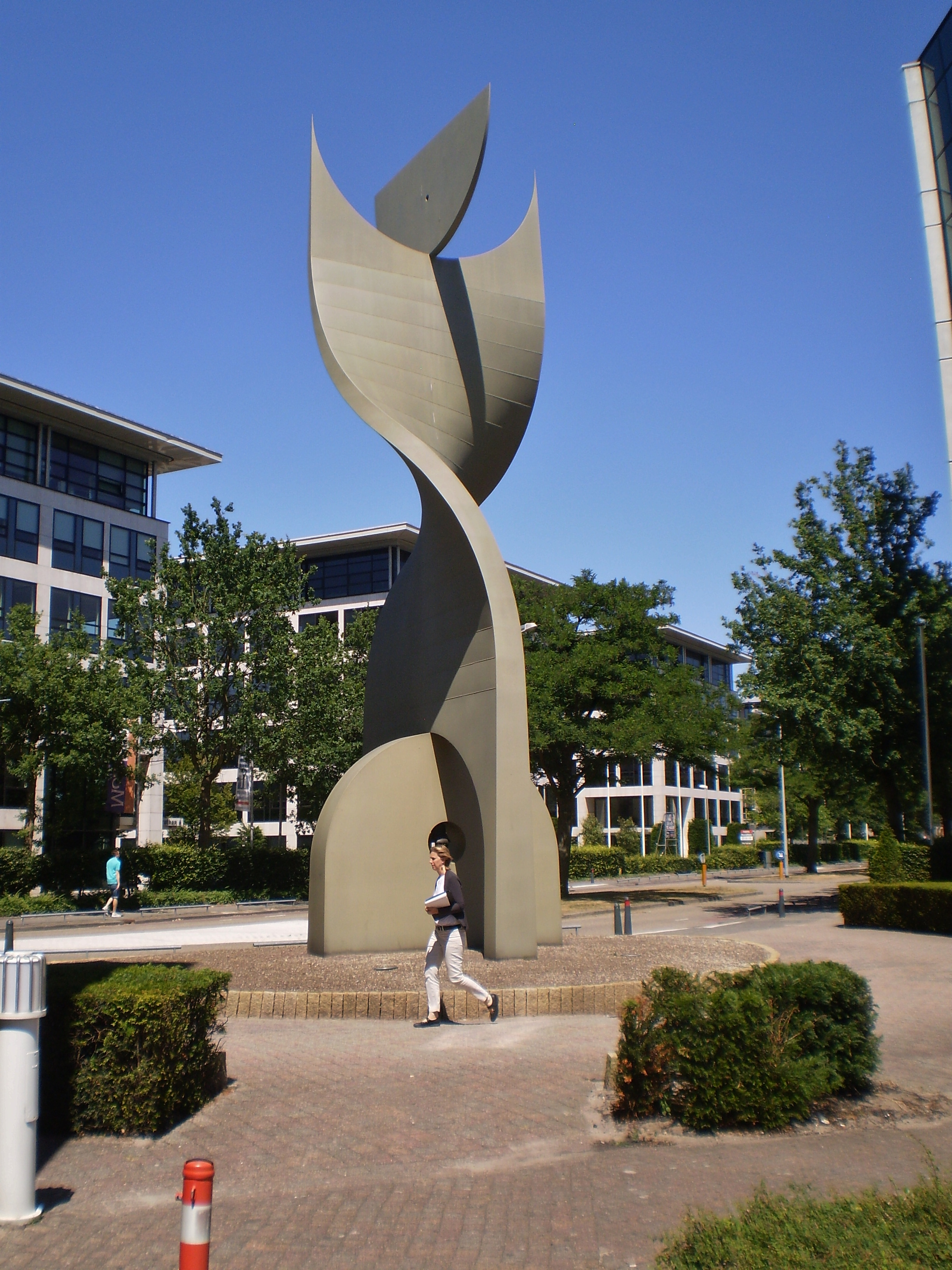
Zonder titel, Hilversum